# Palaeoloxodon falconeri
A Palaeoloxodon falconeri, régebben Elephas falconeri az emlősök (Mammalia) osztályának ormányosok (Proboscidea) rendjébe, ezen belül az elefántfélék (Elephantidae) családjába tartozó fosszilis faj.

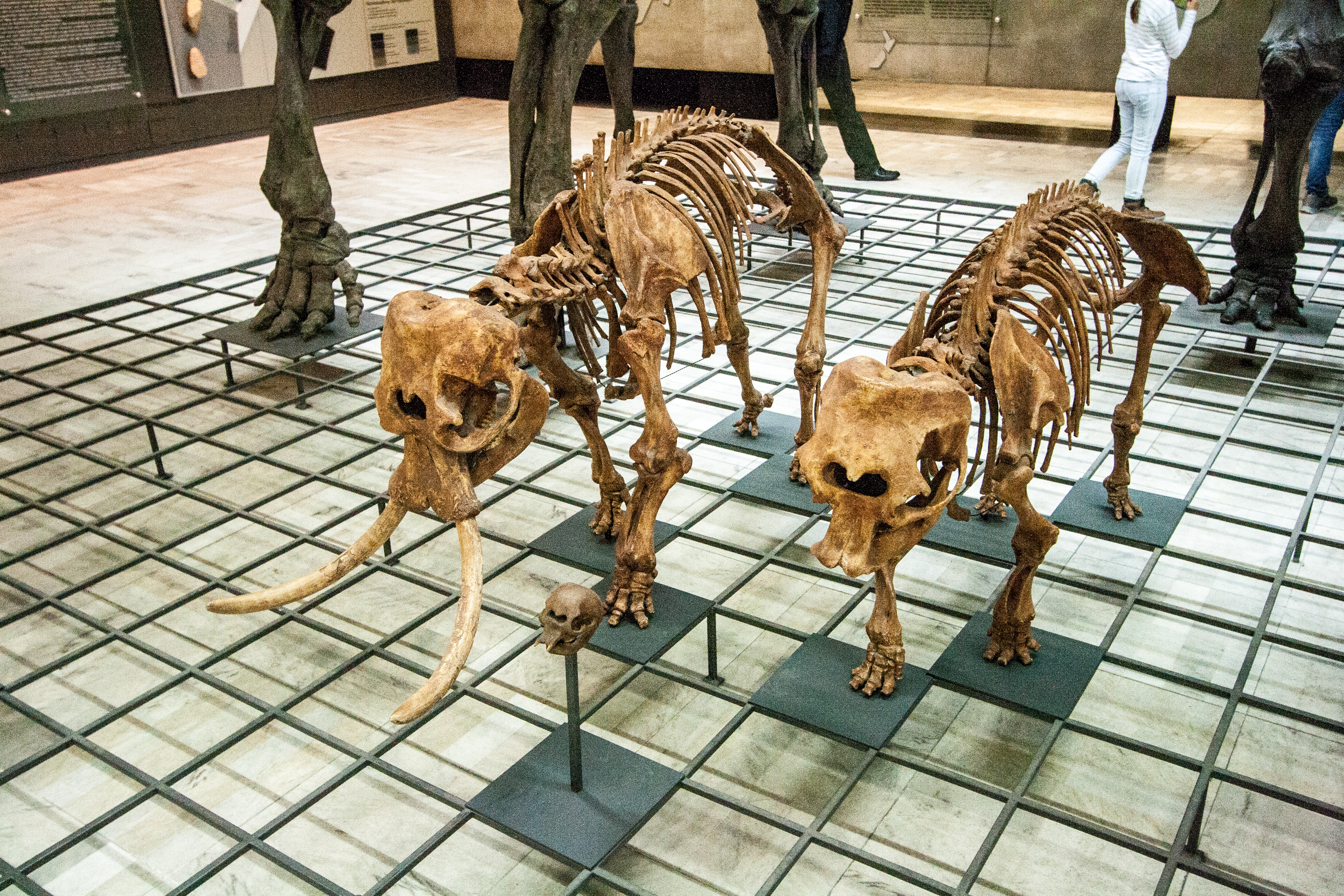
Szicíliai törpeelefántok csontváza a frankfurti Senckenberg Naturmuseumban

2016-ban, miután nukleinsavas DNS-vizsgálatokat végeztek az élő és kihalt elefántfélék között, a genetikusok rájöttek, hogy a Palaeoloxodonták valójában a Loxodontákal és nem pedig az Elephasokkal állnak közelebbi rokonságban.

## Tudnivalók
Egykoron Szicília és Málta szigetén élt törpenövésű elefánt volt.
Valószínűleg a pleisztocén kor vége felé - körülbelül 110 000 évvel ezelőtt -, a Würm-glaciális ideje alatt vándorolhatott a részben kiszáradt - legalábbis 100 méterrel alacsonyabb vízszintű - Földközi-tenger medencéjén keresztül Szicíliára és Máltára. A vízszint újraemelkedése után elszigetelődve az inzuláris törpenövés következtében – hasonlóan a kaliforniai Channel-szigetek törpemamutjához (Mammuthus exilis), vagy az északkelet-szibériai Vrangel-sziget törpe gyapjas mamutjához – méretei rendkívüli módon lecsökkentek. Mindössze 80–96,5 centiméter volt a marmagassága és 168–305 kilogramm a tömege.
A pleisztocén végén vagy a holocén elején halhatott ki: vagy az életterük szűkössége miatt, vagy pedig a szigetre betelepült első emberek zsákmányául estek (pleisztocén megafauna).